# Gidlunds förlag
Gidlunds förlag är ett svenskt bokförlag som grundades i Stockholm 1968 och flyttade till Hedemora 1984. Det drevs länge av Gertrud Gidlund (född Strömbäck) och Krister Gidlund. Förlaget ger ut ett trettiotal titlar om året, främst facklitteratur inom humaniora samt klassikerutgåvor.